# It's My Party (canción de Jessie J)
«It's My Party» —en español: «Es mi fiesta»— es una canción interpretada por la cantante y compositora británica Jessie J, incluida en su segundo álbum de estudio Alive, que será lanzado el 23 de septiembre de 2013. Fue lanzado el 2 de agosto de 2013. Se estrenó en las emisoras de radio del Reino Unido el 5 de agosto como el segundo sencillo del álbum y se espera que sea lanzado en iTunes el 15 de septiembre de 2013. Fue compuesta por la misma Jessie, en compañía de Claude Kelly, Ester Dean, John Larderi y Colin Norman.

## Antecedentes
Hablando en el programa de radio sindicado, InDemand con Alex James, Jessie J, reveló que fueron sus detractores, los que inspiraron la canción: 

"Muchas de las veces los enemigos —Odio llamarlos enemigos, pero esa es la forma más fácil de resumirlo— necesitan el amor más que cualquier otra persona" [...] "No creo que el odio haga algo para el mundo. No hace ningún bien. Quería asegurarme de que tenía una canción que representaba a lo que voy."

## Recepción

### Comentarios de la crítica
«It's My Party», obtuvo críticas mixtas. UnrealityTV, le dio tres estrellas de cinco y escribió: "Siento que la voz de Jessie se distorsiona a veces en «It's My Party», la cuerda es demasiado alto —fue el mismo problema que tuvo con «Wild»—, en algunos puntos de la canción" Kevipod de DirectLyrics, dijo: 

"La primera vez que escuché, «It's My Party», "se me hizo la impresión de que sonaba como un gran desastre total; ataca genéricamente, no es actual, las voces son un desastre, y cuando habla lo hace ... no puedo encontrar las palabras adecuadas para describir esto. ¿Qué pasa con Jessie J en este momento? de verdad!".

Karen Lanza de PopCrush comentó: 

"Escuchar una canción llamada «It's My Party», teniendo la expectativa, que se va a disfrutar de la artista tanto como lo hace cuando alguien prepara una fiesta de cumpleaños. Es, después de todo, su fiesta, y ella lo más probable es que haga todo lo que diablos quiera. Pero eso no significa que tenga que gustar. con su recién lanzado sencillo, Jessie J no puede sacar el máximo provecho de la buena voluntad del oyente después del filo-urbano que tuvo con «Wild», la bien recibida primera pista de ella, de su segundo álbum, que aún no tiene nombre. Con sus ritmos frenéticos y letras ef-off, «It's My Party», aspira a ser un completo himno de la pista de baile de los últimos días de verano. Las letras son realmente divertidas —¿quien no ama el regaño de sus enemigos?— pero la misma melodía carece de ganchos para evitar que olvidar que son menos los segundos y sus 3 minutos, 38 segundos son más".

## Video musical
El 7 de agosto de 2013, la cantante estrenó el videoclip de la canción en su cuenta oficial de VEVO en YouTube. La dirección de este quedó a cargo del británico Emil Nava, quien ha dirigido la mayoría de los vídeos de la intérprete. También incluyó un cameo de la modelo Jourdan Dunn. Su trama es simple, solo es la cantante en un corredor lleno de habitaciones donde hay personas sin hacer nada. Mientras avanza, se va adentrando en todas ellas para incitar a las personas a que bailen, lo cual logra. Al final, todos se reúnen en el pasillo para tener una gran fiesta. En una entrevista con MTV, Jessie dijo:

«Se trata básicamente de que yo tengo fiestas [...] Tres fiestas muy diferentes que al final se unen juntas como una gran fiesta. Hay algunos cameos en ese país, algunos de mis mejores amigos en ese país. Es un vídeo divertido, en el que soy yo haciendo de tonta. Una gran cantidad de humor».

John Walker de MTV Buzzworthy comentó: «El clip se abre en nuestra heroína bulliciosa solo en un pasillo, donde se asoma a través de los orificios en dos escenas de fiesta muy diferentes: La primera formal y correcta, la segunda totalmente diferente. Obviamente Jessie recoge las fiestas divertidas, donde rebota monstruosamente con sus amigos recién descubiertos y se rompe en el coro: "Esta es mi fiesta/voy a hacer lo que quiero"».

## Posicionamiento en listas
| Lista (2013)                           | Mejor posición |
| -------------------------------------- | -------------- |
| Australia (ARIA)                       | 12             |
| Hungría (Rádiós Top 40)                | 15             |
| Irlanda (IRMA)                         | 12             |
| Escocia (Scottish Singles Sales Chart) | 4              |
| Reino Unido (UK Singles Chart)         | 3              |
| Bélgica (Flandes) (Ultratop 50)        | 4              |
| Bélgica (Valonia) (Ultratop 50)        | 20             |

### Certificaciones
| País        | Organismo certificador | Certificación | Simbolización | Ref.   |
| ----------- | ---------------------- | ------------- | ------------- | ------ |
| Australia   | ARIA                   | Platino       | ▲             | [ 13 ] |
| Reino Unido | BPI                    | Plata         | ♦             | [ 14 ] |

## Formato
- Descarga digital

| «It's My Party» — Sencillo |                 |          |  |
| N.º                        | Título          | Duración |  |
| 1.                         | «It's My Party» | 3:38     |  |

## Historial de versiones
| País        | Fecha                    | Formato                  | Discográfica                 |
| ----------- | ------------------------ | ------------------------ | ---------------------------- |
| Reino Unido | 5 de agosto de 2013      | Mainstream radio airplay | Lava Records, Island Records |
| Reino Unido | 15 de septiembre de 2013 | Descarga digital         | Lava Records, Island Records |
| Reino Unido | 23 de octubre de 2013    | Formato en CD            | Lava Records, Island Records |